# Вербувальник (фільм)
«Вербувальник» (рос. «Вербовщик») — радянський гостросюжетний художній фільм 1991 року, режисера Едуарда Гаврилова.

## Сюжет
Літак військового льотчика Олега Зорова був збитий під час війни на Близькому Сході на початку 1970-х років. Офіційно його визнали загиблим. Насправді ж він в несвідомому стані потрапив в полон, де був завербований ЦРУ. Через 20 років він повертається в СРСР, але вже як громадянин США і під іншим ім'ям.

## У ролях
- Олександр Михайлов —  Олег Зоров, він же Микита Степанович Шалаєв, Алекс Фред Келлі
- Любов Поліщук —  Зінаїда Павлівна Новікова
- Спартак Мішулін —  Григорій Степанович Логінов
- Ігор Бочкін —  Андрій Петрович Камнєв
- Андрій Градов — епізод
- Валентин Смирнитський —  полковник КДБ Михайло Іванович Єгоров
- Михайло Жигалов —  Віктор Гордєєв
- Борис Токарєв —  Родін, міліціонер
- Ірина Черіченко —  Ольга Зорова
- Петро Щербаков —  полковник військкомату
- Андрій Смоляков —  Вадим Анатолійович Кузін
- Марія Селянська —  Інна Кошелєва
- Валерій Носик —  дрібний ділок на скачках
- Ірина Дітц —  блондинка

## Знімальна група
- Автор сценарію —  Едуард Гаврилов,  Юрій Маслов
- Режисер —  Едуард Гаврилов
- Оператори —  Сергій Гаврилов, Інна Зараф'ян
- Композитор —  Валентин Овсянников